# Ptinus pilosus
Ptinus pilosus là một loài bọ cánh cứng thuộc chi Ptinus trong họ Ptinidae.